# Sonny Neumann
Sandor "Sonny" Neumann (født 21. februar 1966) er en dansk ishockeymålmand, der spillede det meste af sin karriere i HIK.
Sonny Neumanns far flygtede fra Budapest efter Sovjetunionens invasion i 1956, mens moren var dansker. Han begyndte at spille ishockey som 9-årig i Hellerup Idræts Klub, og han debuterede på klubbens 1. divisionshold i sæsonen 1981-82. Som 16-årig var han en sikker sidste skanse for HIK i 5-1-sejren i den afgørende nedrykningskamp, der sendte Herning IK ned i 2. division.
I 1984 blev han den første dansker, der fik et scholarship til at spille ishockey på universitetsniveau i USA, og han tilbragte to sæsoner på Clarkson University i 1984-86. Neumann opnåede aldrig det store gennembrud i Nordamerika, men han fik i USA sin første computer, hvorpå han begyndte at registrere modstandernes skud på mål og analyserede deres afslutningsmønstre, hvilket var en banebrydende udvikling i Danmark.
Sonny Neumann debuterede som 20-årig på landsholdet den 29. december 1986 i en 2-0-sejr mod Jugoslavien. Han spillede i alt 36 landskampe og deltog ved 3 VM-turneringer: C-VM 1987, B-VM 1989 og C-VM 1990.
I 1995 stoppede han sik aktive karriere som 29-årig. Han blev uddannet cand.merc. og fik senere en karriere i erhvervslivet i konsulenthuse, reklamebureauer og mediebranchen, bl.a. som marketingdirektør for SBS TV i 2008-14. I 2015 stiftede han sit eget konsulentfirma, Neumann Consulting.